# Franz Walter von Lützelburg
Graf Franz Walter von Lützelburg (* 1707; † 17. Januar 1762 in Fulda) war ein französischer Generalleutnant.

## Herkunft
Seine Eltern waren Walter de Lützelbourg († 1736), Herr von Daltrost (d'Altorff), Oberstleutnant im Regiment Royal-Allemand und dessen Ehefrau Maria Ursula von Klinglin (1685–1765). Auch sein Bruder Antoine Joseph war französischer Generalleutnant.

## Leben
Er ging in französische Dienste und kam in das Regiment Gens d'Armerie, 1734 wurde er Kornett in der Kompanie Chevauxlegers von Anjou. 1745 wurde er zum Brigadier und am 10. Mai 1748 zum Maréchal de camp befördert.

Während des Siebenjährigen Krieges kämpfte er unter Marschall d'Esdrees im Jahr 1757 als Marechal de Camp in Niedersachsen. In dem Feldzug kämpfte er in der Schlacht bei Roßbach und im Jahr 1759 bei Minden. In der Schlacht geriet er in Gefangenschaft, wurde aber vom preußischen Feldmarschall Herzog Ferdinand wegen seiner Verdienste sogleich wieder in die Freiheit entlassen. Am 17. Dezember 1759 wurde er Generalleutnant der königlichen französischen Armee und kommandierte im Fuldaischen, wo er 1762 starb. Ihm wurde im Fuldaer Dom an einem Pfeiler ein Epitaph errichtet.
Er heiratete 1741 Françoise Marie Borio (* 1722; † 18. April 1749).